# Lajosmizse
Lajosmizse város Bács-Kiskun vármegyében a Kecskeméti járásban.

## Fekvése
A város Bács-Kiskun vármegye határán, a Duna–Tisza közi homokhátságon, a Kiskunsági löszös hát északi részén, Kecskeméttől 17 kilométerre északnyugatra terül el. Lajosmizse külterületei részben még a Homokhátság eredeti felszíni formáit őrzik; számos kisebb homokdűnét és homokhátat láthatunk itt, amelyek az uralkodó széliránynak megfelelő északnyugat-délkeleti irányba rendeződve szelik át a tájat. A magasabban fekvő dűnesorok között számos apróbb tó, illetve mocsár húzódik meg. A régi térképeken jelölt kis szikes tavak – Fehér-tó, Nyír-tó, Suba-tó –, mára kiszáradtak, többet a talajrendezések során lecsapoltak (Posta-tó), a Szászpa és a Dússzék horgásztóként funkcionál.

### Megközelítése
A város az M5-ös autópályán vagy az 5-ös főúton – a középkori Buda-Kecskemét-Szeged "öreg" országúton – csatlakozik Magyarország fő közlekedési hálózatához; utóbbi végighalad a belterületén, míg az előbbi északkelet felől elkerüli azt. A környező jelentősebb települések közül Cegléd felől Csemőn keresztül a 4608-as, Kunszentmiklós felől az 5211-es úton érhető el. Közigazgatási területén áthalad a Taksonytól Kecskemétig vezető 5202-es út is, de az lakott területeit nemigen érinti. Vonattal a 142-es számú, Budapest–Lajosmizse–Kecskemét-vasútvonalon érhető el. A vasútvonalnak Lajosmizse területén négy megállási pontja is van: Lajosmizse vasútállomás, Lajosmizse alsó megállóhely, Klábertelep megállóhely és Felsőméntelek megállóhely. Az állomást az 5211-es út szolgálja ki, Felsőméntelek az 5202-es út mentén helyezkedik el, a másik két megállóhely csak önkormányzati utakon érhető el. Lajosmizse szomszédjai Felsőlajos, Ladánybene, Kerekegyháza és Kecskemét Méntelek városrésze.

## Címere
A címerpajzs kék alapszíne az idő- és térbeli végtelenséget hivatott kifejezni. A kék egyben a transzcendencia színe is, jelzi, hogy a középkori Mizse településnek már volt kőtemploma. A zöld szín a hajdani ligetes legelőket, pusztákat idézi. A két harcias oroszlán felidézi a királyhűséget, valamint, hogy a város a középkorban két településből, majd az újkorban két - pontosabban három - pusztából állt (Bene, Lajos és Mizse). Az oroszlánok által tartott Jászkürt (más néven Lehel kürtje) a lakosság etnikai összetartozásának, a jászok függetlenségének és szabadságvágyának jelképe. A két csillag a katolikus és a református hitközséget emeli ki. A címer tornasisakja az elmúlt ezredév, különösen a két világháború hősi halottaira, és áldozataira emlékeztető memento, a korona pedig az önállóság, a helyi autonómia, az önkormányzatiság beszédes érzékeltetője. Az ötágú arany sisakkoronából a címerkép bal oldali, jobbra forduló oroszlánja növekszik, jobb mancsában tartja az említett Jászkürtöt. Ez utóbbi szimbólum az alapító jász családoknak állít emléket. 

Egy 19. századi tanya

## Története

### Kezdetek
Régészeti leletek bizonyítják, hogy a térség már az őskortól lakott volt. Nevezetes lelet az M5-öt pálya építésekor előkerült bronzdepot. Szkíta, kelta, szarmata, avar és a honfoglaló magyar régészeti anyag tanúsítja, hogy milyen fontos volt ez a homokos legelőkkel és szikes tavakkal tarkított föld a népvándorlás idején. A település központjában egy Földeák nevezetű, Árpád-kori település volt; ez a helynév egy 15. századi dokumentumban bukkan fel először. Két másik itteni helynév (Tormos, Baksaháza) utal még Árpád-kori falvak meglétére. A környéken a tatárjárás után betelepedett kunok létesítettek szállásokat. A 15. századtól írott források is előbukkantak Mizseszék, Kunmizse és Lajosszállás (Lajosülése) nevekkel.  Egy 1469-es dokumentumban Mátyás király a mizsei kunok adójának egy részét elengedte. A neves esemény tiszteletére az új Városháza átadásakor 2003-ban egy Mátyás király mellszobrot állítottak (Tischler Ferenc alkotása).  A török uralom fél évszázadon keresztül megkímélte Lajos és Mizse kunjait, és a szomszédos Benét. A halmozottan nehéz kettős adózást és a háborúk zivataros évtizedeit azonban a kis falvak nem bírták átvészelni. Először Bene, majd 1593-ban Lajos és Mizse is elnéptelenedett.
A török birodalomban a pusztákat Nagykőrös és Kecskemét bérelte, az oszmán hatalom megszűnte után a Habsburg-ház önkényesen használta, adta-vette azokat. A tudatos jászok és kunok elérték, hogy 1745-ben megválthassák, megvásárolhassák pusztáikat, ennek a máig fennmaradt elnevezése volt Redemptio.

### Jászberény részeként
Az imént említett 1745-ös esztendőtől kezdve 1876-ig Lajost, Mizsét és Benepuszta felét Jászberény birtokolta (Bene másik felét Jászladány). A jász gazdák először csak nyaralóknak, nyári kerteknek és legeltetésre alkalmas területeknek használták a pusztai birtokokat. Jászberény, mintegy hasznot látva a sok utazásból, három csárdát építtetett. A központi nagy vendégfogadó a fennmaradt archaikus helynévről kapta a Földeáki Csárda nevet. Az épület 2003-ig a polgármesteri hivatal épülete volt.
A leendő új települések magjait a jászberényi tanyás gazdák, pásztorok, pusztacsőszök, csárdások, pusztabírók és agrármunkások alkották, akik már az 1800-as évek elejétől pusztaiakká váltak azáltal, hogy egyre több időt töltöttek itteni birtokaikon. Az 1848–49-es forradalom és szabadságharc után a puszták az illegális kereskedelem, orgazdaság és a bűnözés melegágyává váltak. A betyárvilág emlékét a mai napig őrzi a szájhagyomány és a zenei folklór. A máig megmaradt emlékezetű betyárok közé tartozott Basky Gyuri, aki a korábban Bogár Szabó Mihály által vezetett, később már széthullóban lévő, hírhedt Bogár-banda tagja volt, amikor a hatósági emberek beszorították egy benei tanyába. A lehetetlen helyzetből a betyár, hogy elkerülje a büntetést, inkább az öngyilkosságot választotta. A banda vezére, Bogár Szabó Mihály pedig egy szép asszony (Deklináné) miatt látogatta a környéket. A kapcsolat azonban a vesztét okozta: csendbiztosokkal folytatott tűzharcban halálos sebet kapott. A banda szétszóródott tagjait a hatóság hamar elfogta, kivégeztette.
1876-ban a Jászkun kerületet megszüntették, s a területét beolvasztották az új megyerendszerbe. 1877-ben Lajos, Mizse és Fél-Bene pusztából létrejött Lajos-Mizse (Lajosmizse, Jászlajosmizse) község, melyet Pest-Pilis-Solt-Kiskun vármegye területéhez soroltak be.

### Az önállósodás után
A községet alapító telepesek mellé idővel Cegléd, Nagykőrös és Kecskemét környéki (részben református) családok érkeztek. Megtelepedtek még kisebb csoportok Dabasról, Örkényből, valamint távolabbról zsidó kereskedők és cigányok is. 1855-ben még csak alig 2000, 1890-ben már mintegy 7000 fő lakosa volt. A népesség folyamatosan emelkedett: 1910-ben már 9000 lakosát írták össze. A római katolikus templom 1896-ban, a református 1902-ben épült fel közadakozásból és hitelből. 1899-ben egy kis zsidó imaház is működött, majd az 1920-as években kis templom is épült a Fő utcán, de ezt a második világháború után államosították és értékesítették, az új tulajdonosok pedig lebontották. A Budapest-Lajosmizse-vasútvonalat 1889-ben, a Lajosmizse-Kecskemét közti vonalszakaszt pedig 1905-ben adták át a forgalomnak. A lassan kiépülő birtokrendszer (Geréby, Mizsey, Bartal, M. Kovács, Kláber, Tarnay, Ricsováry) sok munkást és napszámost igényelt. 1907-ben Benepuszta önálló településsé vált Ladánybene néven. A Szagri József által alapított polgári iskola 1932-ben kezdte meg működését. 1944 májusában több zsidó lakos házát gettóként használták, oda gyűjtötték a helyi és környékbeli deportáltakat. A mintegy 150-200 emberből álló transzport július első napjaiban indult a monori téglagyárba, ahonnan pár nap múlva vitték őket tovább a haláltáborokba. A néhány túlélő nem költözött vissza Lajosmizsére, szétszóródtak a világ minden tájára (Ausztrália, USA, Dél-Amerika). 1970-ben Lajosmizse nagyközségi rangot kapott. Ekkor még egy tucat külterületi iskola működött, többségük a Klebelsberg-féle iskolareformnak köszönhetően. A település 200 férőhelyes központi kollégiumának 1976-ban történő átadásával egyidejűleg a külterületi iskolákat bezárták. 2012-ben a kollégiumot is megszűntették, ma a Fekete István Sportiskolai Általános Iskola használja.  
1986-ban az addig Lajosmizséhez tartozó Felsőlajos önálló község lett.
Lajosmizse 1993 óta város. A lakosság nagy része büszkén vallja és vállalja azt, hogy az eredeti jászsági telepesek leszármazottja.

## Közélete

### Polgármesterei
- 1990–1994: Zsigó Viktor (nem ismert)[9]
- 1994–1998: Zsigó Viktor (KDNP-MDF-Nyugdíjas Klub-Gazdakör)[10]
- Pusztatemplom1998–2002: Zsigó Viktor (független)[11]

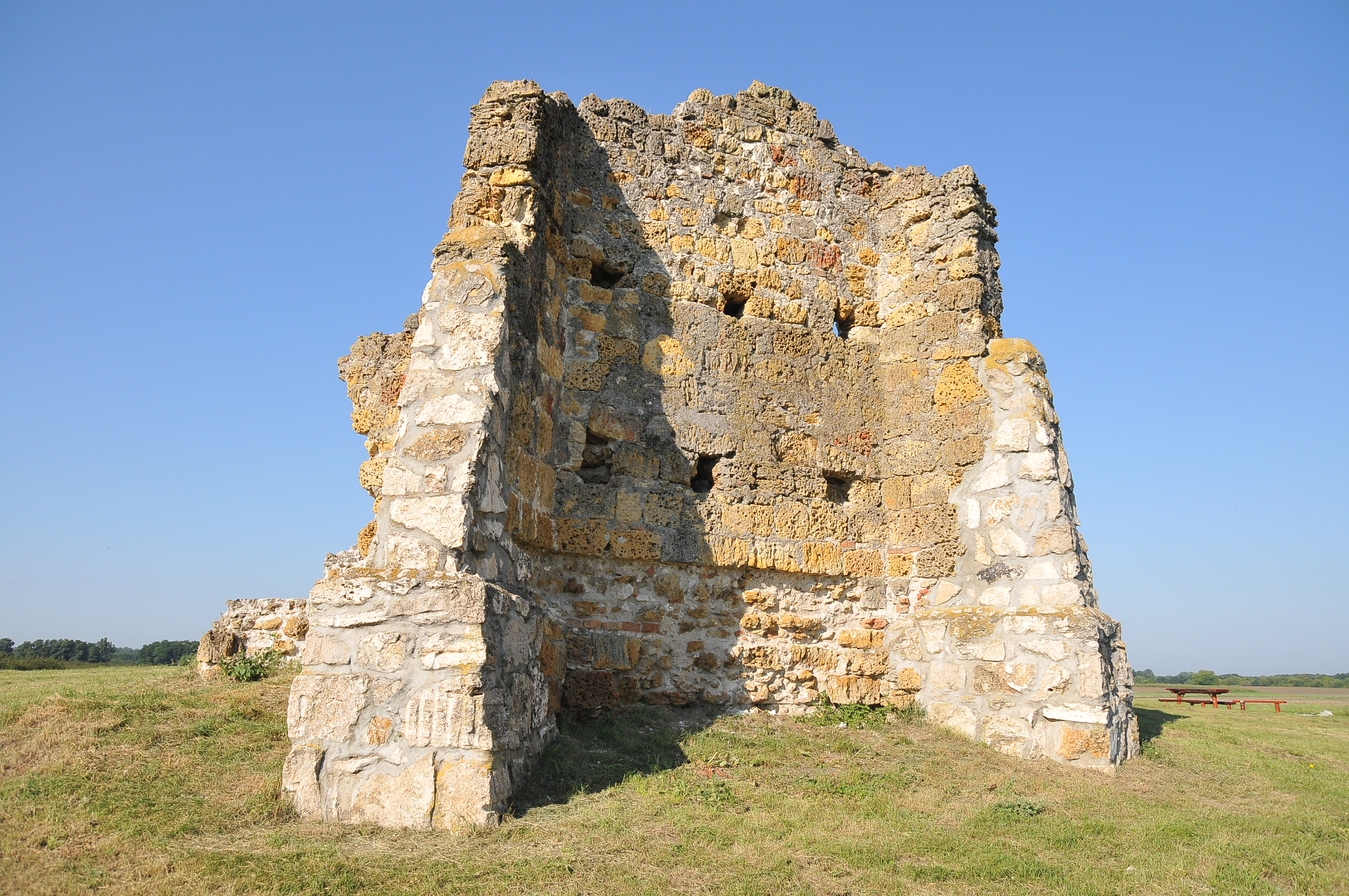
Pusztatemplom

- 2002–2006: Zsigó Viktor (Fidesz-LPÖ)[12]
- 2006–2010: Basky András (Fidesz-KDNP-LVE-NF)[13]
- 2010–2014: Basky András (Fidesz)[14]
- 2014–2019: Basky András (Fidesz-KDNP)[15]
- 2019–2024: Basky András (Fidesz-KDNP)[16]
- 2024– : Fekete Zsolt (Lajosmizsei Gazdakör)[1]

## Népesség
A település népességének változása:
| Lakosok száma | 11 188 | 11 228 | 11 334 | 11 408 | 11 673 | 11 653 | 11 659 |
|               | 2013   | 2014   | 2018   | 2021   | 2022   | 2023   | 2024   |

| Iskolai végzettség                | Iskolai végzettség               | Iskolai végzettség | Iskolai végzettség | Iskolai végzettség |
| --------------------------------- | -------------------------------- | ------------------ | ------------------ | ------------------ |
|                                   |                                  |                    |                    | fő                 |
| Általános iskolát nem végezte el  | Általános iskolát nem végezte el |                    | 1356               | 1356               |
| Általános iskola                  | Általános iskola                 |                    | 2888               | 2888               |
| Szakmunkás                        | Szakmunkás                       |                    | 2486               | 2486               |
| Érettségi                         | Érettségi                        |                    | 2863               | 2863               |
| Diploma                           | Diploma                          |                    | 1134               | 1134               |
| A 2022. évi népszámlálás szerint. |                                  |                    |                    |                    |

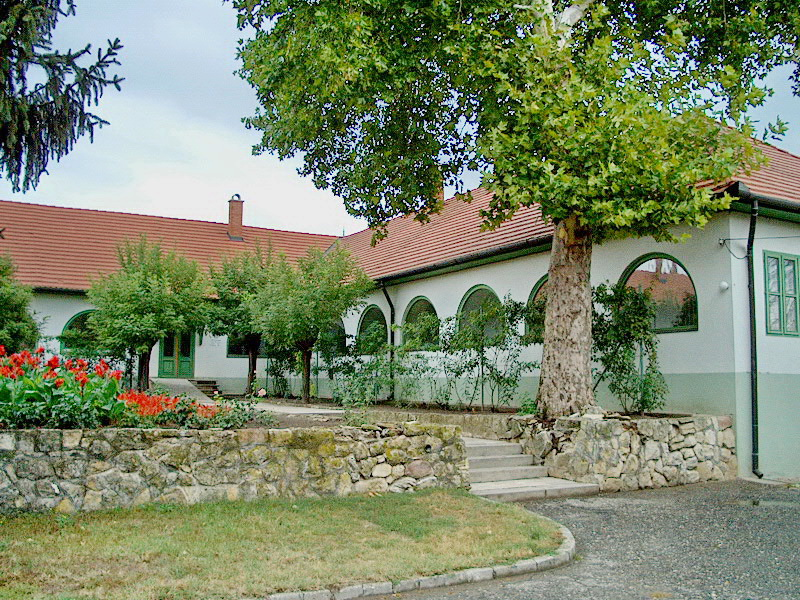
A régi Földeáki csárda, majd helytörténeti gyűjtemény, átalakítás miatt zárva

2001-ben a város lakosságának 99%-a magyar, 1%-a egyéb (főleg német, svájci, holland, román) nemzetiségűnek vallotta magát. A roma/cigány lakosság száma – a 2010-es évektől beköltöző romániaiakkal együtt – eléri a 10%-ot.
A 2011-es népszámlálás során a lakosok 91,6%-a magyarnak, 3,6% cigánynak, 0,8% németnek, 1,1% románnak mondta magát (7,9% nem nyilatkozott; a kettős identitások miatt a végösszeg nagyobb lehet 100%-nál). A vallási megoszlás a következő volt: római katolikus 59,1%, református 8,9%, evangélikus 0,3%, görögkatolikus 0,3%, felekezeten kívüli 10,4% (19,8% nem nyilatkozott).
2022-ben a lakosság 86,2%-a vallotta magát magyarnak, 3,6% cigánynak, 0,7% románnak, 0,6% németnek, 0,1-0,1% bolgárnak, ukránnak és lengyelnek, 2,2% egyéb, nem hazai nemzetiségűnek (13,4% nem nyilatkozott; a kettős identitások miatt a végösszeg nagyobb lehet 100%-nál). Vallásuk szerint 34,7% volt római katolikus, 7,1% református, 0,4% evangélikus, 0,3% görög katolikus, 0,3% ortodox, 1,3% egyéb keresztény, 1,1% egyéb katolikus, 13% felekezeten kívüli (41,7% nem válaszolt).

## Nevezetességei

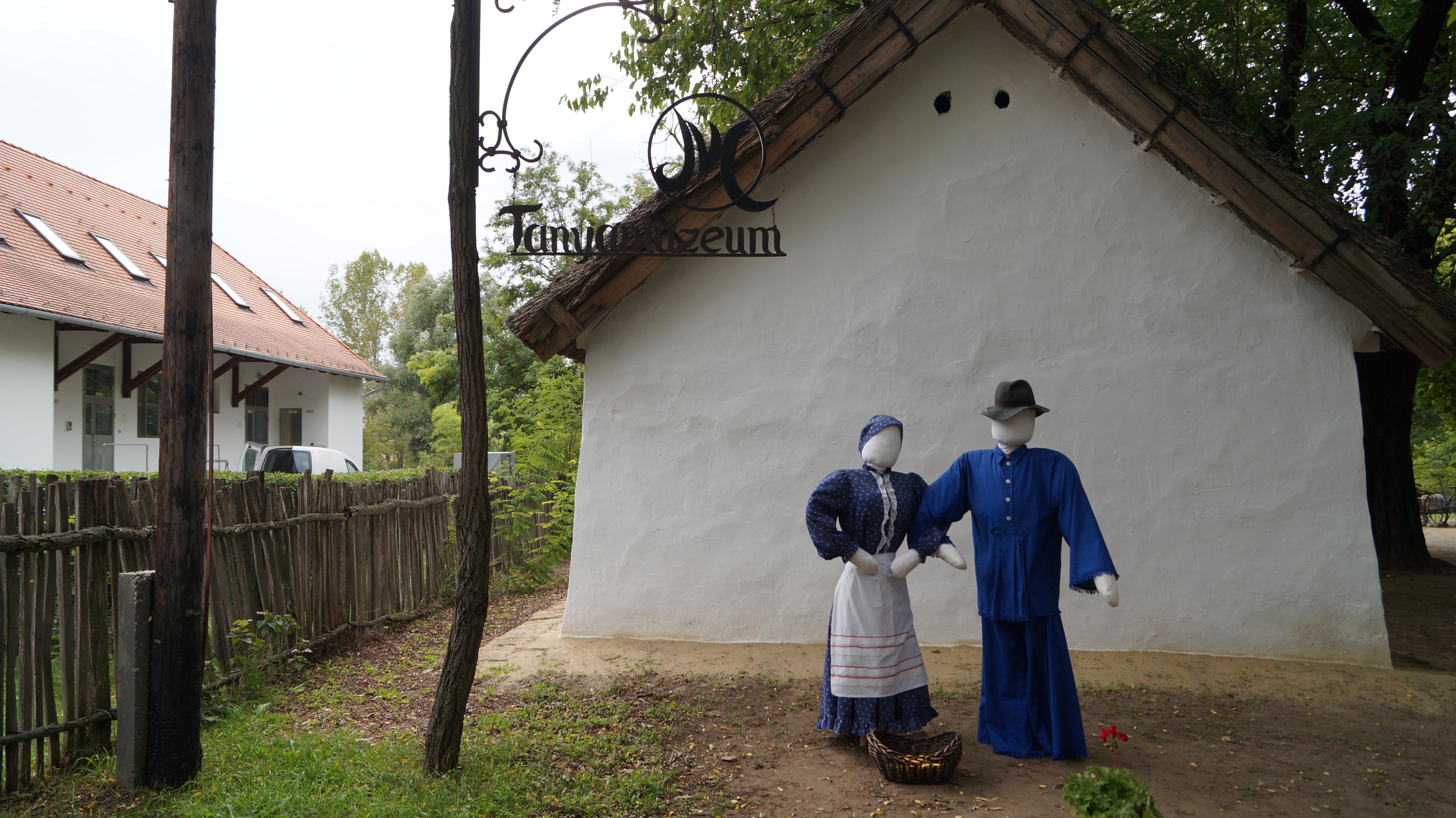
Tanyamúzeum

- Tanyamúzeum – 1972-ben a 625. számú Német-tanyából dr. Bárth János néprajzkutató felügyeletével, dr. Havasi László tanácselnök, valamint Romány Pál, Gajdócsi István és Für Lajos támogatásával épült. Ez volt az ország első ilyen intézménye.[20] A tanyamúzeumban az egykori lakóépületet, istállót, nyári konyhát, pincét, kukoricagórét, kocsiszínt, szerszámoskamrát, ólakat, galambházat, nyári jászolt, gémeskutat és üstházat lehet megtekinteni.[21] Átadása óta többször esett át kisebb-nagyobb felújításon, jelenleg a Mezőgazdasági Múzeum tulajdonában üzemel.
- Római katolikus templom – 1895–96-ban épült, közösségi összefogással, botrányokkal telített utóélettel Szent Lajos francia király tiszteletére szentelték fel. A második világháború alatt károkat szenvedett. Négy harangja van, a legnagyobb 615, a legkisebb pedig 65 kilogrammot nyom. Harangjátéka 24 harangból áll. A templomban megtekinthető a torinói lepel, a Magyar Szent Korona és Lehel kürt ("Jászkürt") másolata.
- Református templom – 1902-ben épült, ám ezt az évszámot jóval megelőzi a kis gyülekezet története: az egyházközségben már 1891-ben folyt anyakönyvezés. Szűcs Kálmán (1866–1927) volt a lajosmizsei egyházközség alapító lelkipásztora, sírja a református temetőben található. Az ő munkájának köszönhetően erősödött meg a településen a református közösségi élet.
- Pusztatemplom (rom) – az egyhajós, gótikus stílusban épült templomot a mizsei kunok építették át a 15. században. Alapját egy Árpád-kori, tatárjáráskor elpusztult templom maradványai képezték. A felépített templom szolgált egyben a 16. századi Mizseszék központjául is. Építőanyaga döntő részben réti mészkő (darázskő) volt. Szabadtéri misét is tartottak itt az 1990-es években.[22] Rekonstrukciójára és felújítására tett lépések eddig nem vezettek eredményre, csupán a támpillérek megerősítése történt meg.
- Földeáki vendégfogadó, postaállomás – az 1740-es évek elejétől dokumentált a működése, a régi épület átépítését 1827-ben rendelte el Jászberény városa. Postaállomás, bírói hivatal, bolt, lelkészlak, iskola, községháza, majd polgármesteri hivatal működött itt, utóbbi funkciónak egészen 2003-ig adott otthont. Ma helytörténeti gyűjtemény és kiállítóhely.
- Temető – a község létesítése után, 1880-ban került mai helyére, katolikus, református és zsidó részekkel. Helytörténeti értékeket képviselnek az itt található 19. századi sírkövek és családi kripták; a sírkertben két kápolna (Bartal-, Mihálovits-) és egy új ravatalozó található. Bár a MAZSIHISZ tulajdonát képezi, a kis zsidó temető igen elhanyagolt állapotú, mindössze két tucat sírkő található csupán, néhány 19. századi, többsége magyar és héber nyelvű felirattal.
- Ricsováry-kúria – Ricsováry Takács József huszárezredes építtette 1941-ben, 1945 után iskola működött benne; ma magántulajdonban van, jelentősen átalakítva.
- Mizsey-kúria – Mizsey Péter építtette az 1890-es években, 1945 után az egyik helyi termelőszövetkezet központja volt, később magántulajdonba került, romos állapotú.
- Kláber-kúria – a szőlészetéről és borászatáról híres telepet a soproni borkereskedő Kláber Mór alapította az 1900 évek elején. Létrehozójának halála után a cég sorozatos panamák áldozatává vált, majd csődbe ment. 1945 után iskola és óvoda is működött a Kláber-telepi kúriában, többször átalakították, ma elhanyagolt, romos állapotban van.
- Geréby-kúria – Geréby Gyula földbirtokos kúriája az 1890-es évek végén épült, kis erdőséggel, és parkkal. A család külföldre távozása után a kúria sokáig téeszközpont volt, később szálloda, üdülőközpont, lovasudvar nyílt itt; ma magántulajdonban van, jelentősen átalakítva.
- Ipartestület – A Dózsa György úton, a rendőrség mellett álló Iparosok Kultúrházát 1928-ban építették fel hitelből. A 2000-es évek elején teljes felújításon esett át; ma külföldi vállalkozásként működik.
- Sípos Mihály utca – a város északi határán, azon kevés utcák egyike, amelyet helyi vezetőről neveztek el. Sípos Mihály (1927–1987) az 1954-ben létesített háziipari szövetkezet alapítója, haláláig igazgatója volt. Az üzem ma is áll, az épület homlokzatán márványtáblát helyeztek el az alapító emlékére (Széchenyi út).
- Tarnai utca – dupla szélességű utca, a 19. századi Tarnay-dinasztiának (eredeti nevük Taczmann) állít emléket. A község szülöttje volt pl. dr. Tarnay Lajos (1880-1954) árvaszéki ülnök, a Gazdakör egyik első elnöke. A család nevezetes tagjai voltak még Tarnay Árpád, Béla, és Tibor.
- Buday-malom. A Tarnai utcában áll Buday Péter (1852−1915) malma, amely 1901-től már gőzmalomként működött. Ma magántulajdon, használaton kívül.
- Szent Vendel szobor – a katolikus templom előtt áll, Kollár Mihály állíttatta 131 forintnyi alapítvánnyal, 1862-ben.
- Iskola – a Szabadság téren emeletes épület, 1930-ban adták át; mai neve Fekete István Sportiskolai Általános Iskola.

Több épületen van emléktábla, hirdetve valamikori tulajdonosát és az épület funkcióját (Popper-bolt, Buday-malom, Lusztig-bolt, Molnár-Ferenczi-ház stb.). A város bel- és külterületén több tucat, út menti kereszt és szakrális szobor található. Nevezetesebbek: Szent Vendel-szobor, Pintér-kereszt, Bessenyi-kereszt, Páldeák-kereszt, Máriácska-szobor. Az általános iskola bejáratánál emléktábla őrzi három lajosmizsei zsidó gyermek emlékét, akik Auschwitzban lelték halálukat. Lajosmizse területén több nevezetes horgásztó működik.

## Nevezetes lajosmizseiek
- Baranyi Gyula (1925–2009), az Új Írás főszerkesztője, nagykövet (Kanada, Uganda, Fülöp-szigetek, 1988–1994)
- Benke László (1948–2019), országos hírű mesterszakács
- Bessenyei Ferenc (1919–2004), a Nemzet Színésze, Lajosmizse díszpolgára
- Bujdosó Ernő (1944–), Munkácsy-díjas festőművész, Barcsay Jenő tanítványa, egyetemi tanár
- Czigány Judit (1991– ) színésznő, énekesnő, a Budapest Varieté dívája
- Dobai Tamásné Kugler Zsuzsanna (1946–), zongora- és szolfézstanár, Szekszárd város kitüntetettje
- Dudás Gyula (1925-2001), népi kollégista, a költő Nagy László barátja, gazdaságföldrajz-kutató, egyetemi oktató
- Gór József (1939-2018), a lajosmizsei Mizsepack Nyomdaipari Kft. ügyvezető igazgatója, az Év Vállalkozója cím tulajdonosa (2011)
- Jóni György (1949-), zenész, apja zenekarában kezdett el muzsikálni, megyei Príma Primissima díjas (2014)
- Horváth Ödön, dr. (1901–1956), lapkiadó, Kecskemét főispánja 1944-ben
- Kéri József, dr. (1924–1985) mérnök, népi kollégium-szervező, igazgató
- Kiss Zoltán, Venesz József-díjas, aranykoszorús mestercukrász, hazai és nemzetközi díjak kitüntetettje
- Kocsis Tibor, (1981) énekes, az X-faktor 2011-es győztese
- Kollár Csaba, vállalkozó, agrárszakember, a Hirös Tojás, Mizsetáp és Hírös Farm Kft. tulajdonos-igazgatója, a Díj a Sikeres Vállalkozásokért kitüntetettje (2015)
- Kucsera János (1926–2007), parasztköltő, naiv festő, a Méz és korbács című önéletrajzi regény szerzője.
- Kürti László, prof. dr., kulturális antropológus (PhD, University of Massachusetts, Amherst, USA), több hazai és külföldi egyetem oktatója, a Miskolci Egyetem Alkalmazott Társadalomtudományok Intézetének professzora, Ladánybene díszpolgára (2016), a Lajosmizse Város Közművelődéséért szakmai díj kitüntetettje (2022 - a díj visszaadva)
- Lajossy Sándor (1920–1989), költő, író, lapkiadó Lajosmizsén született, Angliában hunyt el
- Máthé József (1897–1957), gyümölcstermesztő, fajnemesítő, Amerikából költözött Lajosmizsére, a felsőlajosi részen mintagyümölcsöst hozott létre
- Melis Eszter, aki testvéreivel (András, József) vezeti a többszörös díjazott tejtermékekre szakosodott családi vállalkozást (Melis Testvérek)
- Oláh János (1923–1988), állami díjas agrármérnök, Lajosmizsén született
- Paál Huba, kertészmérnök, agrártudományi szakember
- Papp László (1933–1988), agrárszakember, Mathiász-díjas gyümölcsnemesítő, nevét őrzi a kajszibarack Papp-féle ernyőműveléses kajszibarack
- Podmaniczky István, báró (Lajosmizse, 1885- Budapest, 1926), felesége alsólehotai Scultéty Erzsébet (1889-1926)
- Polyák Imre (1932–2010), birkózó, olimpiai bajnok, világbajnok, Lajosmizse díszpolgára, a helyi sportcsarnok névadója
- Reszler Ákos (1944–), villamosmérnök, egyetemi doktor, többszörösen kitüntetett számítástechnikai szakember, az Év IT Menedzsere (1998)
- Rimóczi László grillázsmester
- Sápi Vilmos (1924–2000), történész, akadémikus
- Schuber Koósa Antal (1929–1999), költő, író, neje a helyi születésű Bódi Mária, aki férjével együtt lapszerkesztőként működött 1956-tól az USA-ban, az 1990-es években hazaköltöztek Lajosmizsére
- Simándi Béla (1899–1969), író, költő, lapszerkesztő, az 1930-as években tanított egy helyi külterületi iskolában (Kulapitye)
- Skultéti Árpád (1949–), festő, tűzzománckészítő, Ladánybene díszpolgára
- Staar Gyula (1944–), tanár, író, újságíró, a Természet Világa szerkesztője (1974–1989), főszerkesztője (1990-2017)
- Szalay Károly (1859–1938), tanár, költő, író, műfordító Lajosmizsén hunyt el
- Széll Ilona (1934-2020), festő, grafikus, 1956-ban Svájcba emigrált, 1992-től lajosmizsei lakos
- Szőrös József (1917–1999), gazdálkodó, naiv fafaragó, szobrász, méltó elismerést nem kapott
- Tari Endre, többszörösen kitüntetett nyugdíjas pedagógus
- Tasi László (1931-2001) fafaragó
- Tóth Rozália (1946–2015) festőművész
- Vass Csaba (1950–2017) szobrász, Lajosmizsén kívül Dusnok, Hajós, Ladánybene, Tiszakürt településeken vannak köztéri alkotásai
- Vass József (1910–1988) Erdélyből Lajosmizsére települt szűcsmester, a Népművészet Mestere (1981)
- Visontay István, lajosmizsei születésű politikus, Ladánybene polgármestere (1990-1998), községi képviselőtestületi tag
- Walczer (Jobbágy) Tünde, 1967-ben született Lajosmizsén, angol szakos tanári diplomás, szerző (Álmaimban Amerika, 2009)

## Díszpolgárai
Benke László (2003) szakács
Bessenyei Ferenc (2004) színművész
Polyák Imre (2004) birkózó
Bérczes István (2010) a lajosmizsei református egyházközség lelkésze
Kocsis Tibor (2012) énekes
Keresztes Ferenc (2019) birstermesztő
Süveges István (2025) a lajosmizsei római katolikus egyházközség plébánosa

jelmagyarázat: (zárójelben az adományozás éve)

## Gazdaság
Számos vállalkozás nevében szerepel a "Mizse" kifejezés, utalásként a városra. A városban és környékén főként mezőgazdasági, illetve idegenforgalmi jellegű vállalkozások működnek. Lajosmizsét homokos talaja és napsütésben gazdag éghajlata elsősorban zöldség - és gyümölcstermesztésre predesztinálja. Kiemelkedő a szamóca- és paprikatermesztés, ám különlegességeket is termesztenek (citrom, birsalma). Tavasszal szamócafesztivált is rendeznek. Az állattenyésztés sem elhanyagolható: jelentős a csirkenevelés, a tojástermelés, a húsmarhatenyésztés, és tejfeldolgozás. Kisebb családi gazdaságokban folyik például a kecske-és birkatenyésztés, egy vállalkozás emutenyésztésre szakosodott. Külterületén számosüdülőfarm és tanya található. A lovasturizmus fénykorát a rendszerváltás után élte, ma - a jelentős anyagi ráfordítás miatt - visszaszorulóban van.

## Képgaléria

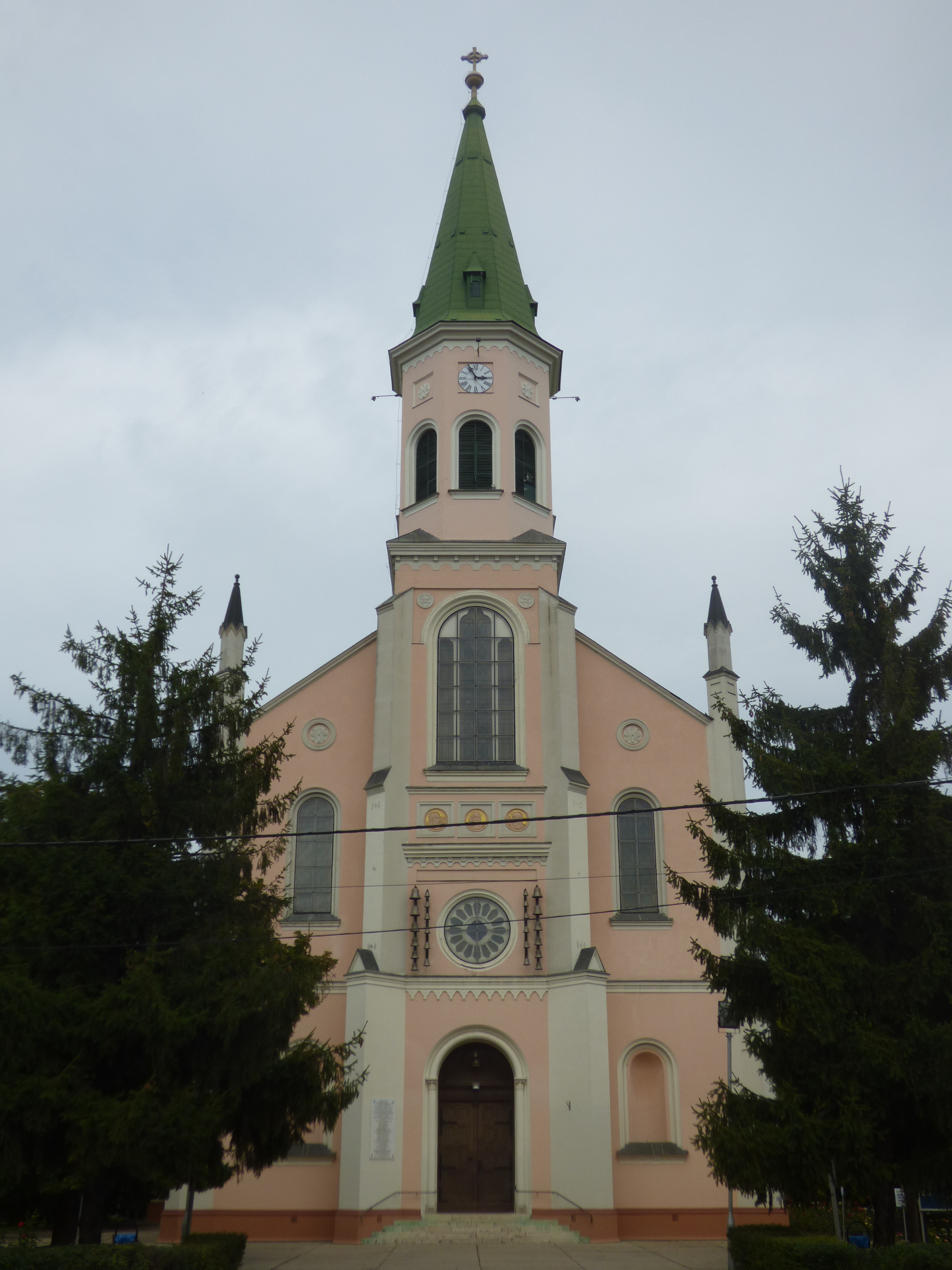
Lajosmizse római katolikus temploma
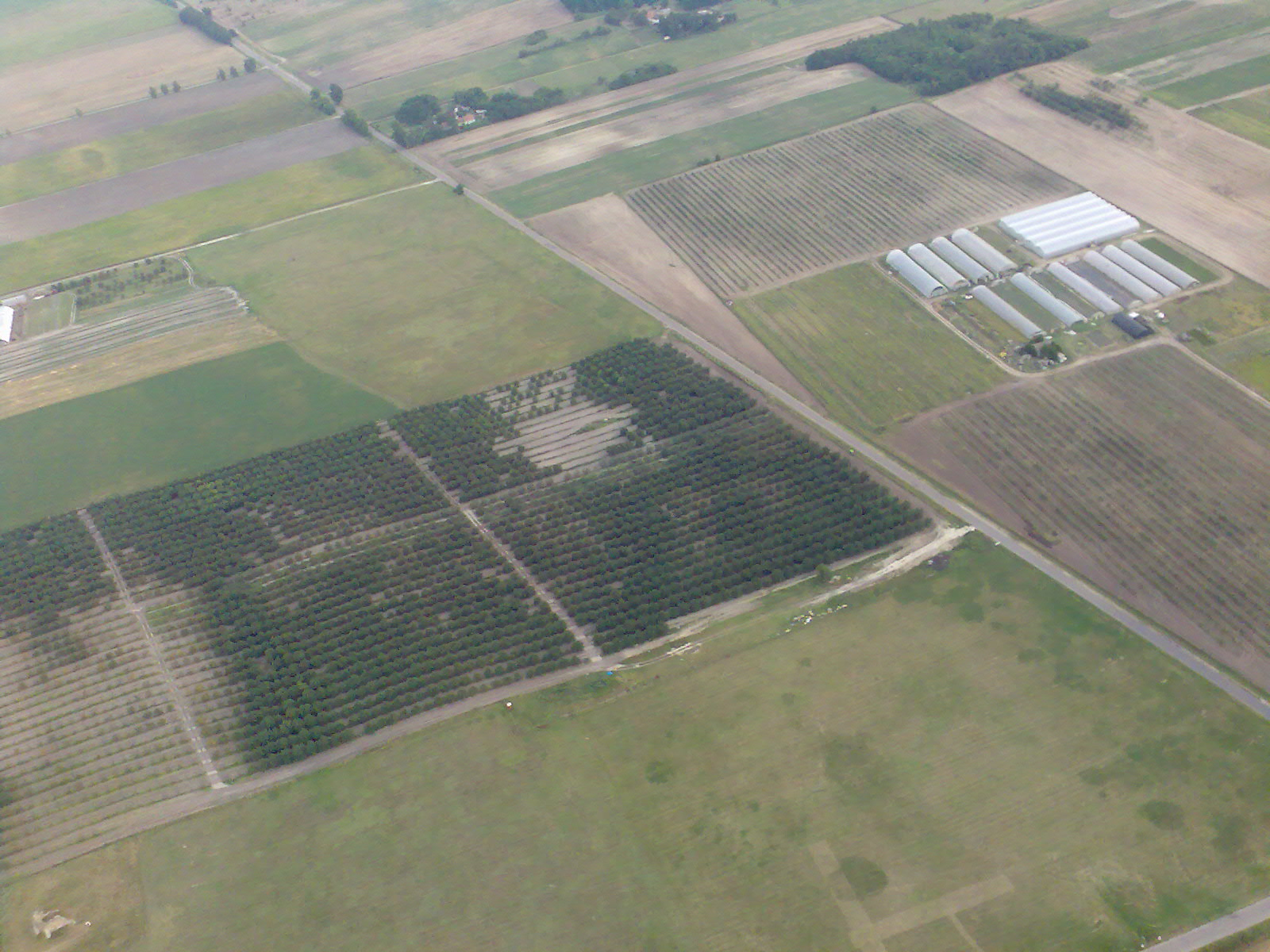
Lajosmizse légi felvételen
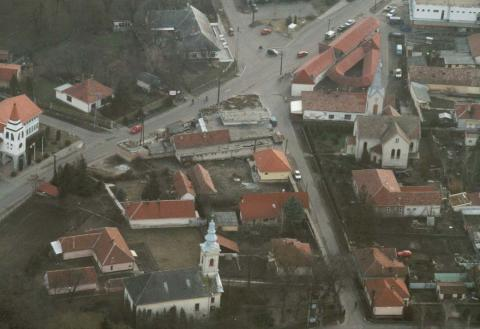
Lajosmizse légi felvételen

## Külső hivatkozások
- Lajosmizse honlapja
- Linkgyűjtemény Lajosmizséről a lap.hu-n
- Lajosmizse város. nemzetijelkepek.hu. [2017. június 17-i dátummal az eredetiből archiválva]. (Hozzáférés: 2017. július 9.)
- Kürti László: Történelem és emlékezet. Lajosmizsei Helytörténeti és Kulturális Egyesület, 2002 ISBN 963-202-404-4
- Kürti László: Lajosmizse: falu, puszta, község, város. I-II. köt. Mizsetáp Kft., 2019.